# 孽戀焚情
《孽戀焚情》（英語：Dangerous Liaisons）是一套1988年的美國劇情片，故事改編自基斯杜化·咸頓的舞台劇《危險關係》（Les Liaisons dangereuses），而該劇則是18世紀作家皮埃爾·肖代洛·德拉克洛的小說《危險關係》之英語舞台劇版。
電影由史提芬·費雅斯執導，格倫·克洛斯、尊·麥高維治、米雪·菲花、奇洛·李維斯及奧瑪·花曼等主演。
在第61屆奧斯卡金像獎中入圍7個獎項，包括最佳影片獎，更於1989年頒獎禮當晚贏得最佳改編劇本獎、最佳服裝設計獎及最佳美術指導獎。

## 外部連結
- 互联网电影数据库（IMDb）上《孽戀焚情》的资料（英文）
- AllMovie上《孽戀焚情》的资料（英文）
- 爛番茄上《孽戀焚情》的資料（英文）